# Holorusia striaticeps
Holorusia striaticeps är en tvåvingeart som först beskrevs av Alexander 1957.  Holorusia striaticeps ingår i släktet Holorusia och familjen storharkrankar. Inga underarter finns listade i Catalogue of Life.